# Патерсон, Джоди Энн
Джо́ди Энн Па́терсон (англ. Jodi Ann Paterson; род. 31 июля 1975, Баликпапан, Индонезия) — американская фотомодель и актриса

.

## Биография
Джоди Энн Патерсон родилась 31 июля 1975 года в Баликпапане (Индонезия) в семье американца и индонезийки. Когда Джоди Энн было 2 года, её семья переехала в Орегон и она выросла в Спрингфилде. Джоди Энн окончила «Thurston High School».

## Карьера
Джоди Энн начала свою карьеру в качестве фотомодели в 1994 году, выиграв в том же году на конкурсе красоты «Юная Мисс Орегон» и поучаствовав в «Юная Мисс США 1994». Патерсон неоднократно снималась для мужского журнала «Playboy», по версии которого в октябре 1999 года стала «Девушкой месяца», а в 2000 году — «Девушкой года».
В 2000 году Джоди Энн дебютировала в кино, сыграв роль супер «горячей» гигантской инопланетянки в фильме «Где моя тачка, чувак?». Всего Паттерсон сыграла в 5 фильмах и телесериалах.

## Личная жизнь
С 7 октября 2006 года Джоди Энн замужем за автогонщиком Майклом Андретти (род.1962). У супругов есть дети-близнецы — сын Марио Андретти и дочь Миати Андретти (род.13.02.2014).

## Фильмография
| Год  |   | Русское название      | Оригинальное название | Роль                                 |
| ---- | - | --------------------- | --------------------- | ------------------------------------ |
| 2000 | ф | Где моя тачка, чувак? | Dude, Where's My Car? | сексуальная гигантская инопланетянка |
| 2001 | с | Город пришельцев      | Roswell               | Джоди Энн Патерсон                   |
| 2001 | с |                       | Spy TV                | разные роли                          |
| 2005 | с | Как сказал Джим       | According to Jim      | Молли                                |
| 2008 | ф | Отрава                | Toxic                 | официантка                           |